# Ara Més
Ara Més (en español: «Ahora Más», oficialmente Federación Aramés) es una federación de partidos española de ideología soberanista balear de izquierdas y progresista.

## Historia
Inicialmente, fue impulsada en abril de 2022 por los partidos Más por Mallorca, Más por Menorca y Ahora Ibiza como un preacuerdo para concurrir juntos a las elecciones al Parlamento de las Islas Baleares y las Elecciones generales de España de 2023. No obstante, cada uno de los partidos impulsores acabaron presentándose en solitario a las elecciones baleares de 2023, mientras que concurrieron integrados en la coalición Sumar a las elecciones generales de ese año.
En marzo de 2024, a pesar de no haber formalizado una coalición o federación hasta ese momento, los partidos impulsores de este proyecto se coordinaron para integrarse en la coalición Ahora Repúblicas de cara a las elecciones europeas de 2024 junto a ERC, EH Bildu y BNG. Finalmente, en abril de ese año, esta federación de partidos fue oficialmente constituida y se presentó dentro de la coalición Ahora Repúblicas.